# Bronisław Fułat
Bronisław Fułat (ur. 9 kwietnia 1920 w Żabnicy koło Żywca, zm. 20 października 1992 w Opolu) – polski prawnik, sędzia i adwokat, działacz ludowy.

## Życiorys
Pochodził z rodziny robotniczo-chłopskiej. Dorywczo pracował zarobkowo od 15. roku życia, jednocześnie się ucząc: szkołę powszechną ukończył w rodzinnej Żabnicy, cieszyńskie Liceum Ogólnokształcące ukończył już po wojnie, w 1946. W okresie okupacji był łącznikiem organizacji akowskiej. Działał też w ludowym ruchu młodzieżowym, był członkiem Związku Młodzieży Wiejskiej "Wici". W 1946 podjął studia prawnicze na Uniwersytecie Wrocławskim (w tym okresie działającym jeszcze wspólnie z Politechniką), 2 grudnia 1950 broniąc dyplomu magistra praw. Lata studiów przepracował w oddziale okręgowym wrocławskim Związku Spółdzielni Spożywców. Scharakteryzowany przez pracodawcę jako człowiek bezpartyjny, stroniący od życia politycznego i społecznego, a wręcz "wyczekujący na zmianę", nie mógł podjąć aplikacji adwokackiej i zdecydował się na pracę w sądownictwie.
Od czerwca 1952 był asesorem sądowym w okręgu Sądu Wojewódzkiego w Opolu, skąd po kilku miesiącach (w październiku tegoż roku) przeszedł na sędziego Sądu Powiatowego w Opolu. Znany był z negatywnego stosunku do tzw. dekretów marcowych, wprowadzających kary więzienia bez zawieszenia za najdrobniejsze kradzieże; bojkotując przepis, karę wskazaną kodeksem wymierzał, ale zawieszał jej wykonanie, co skutkowało seryjnymi rewizjami prokuratorskimi, a po pewnym czasie – milczącą akceptacją ze strony prokuratury. Jednocześnie Fułat prowadził działalność społeczną, był aktywnym związkowcem (szczególnie interesował się pomocą w zakresie spraw bytowych i mieszkaniowych) i spółdzielcą. Po przemianach politycznych października 1956 wybrany został na przewodniczącego wydziału Sądu Powiatowego, a środowisko prawnicze widziało w jego osobie kandydata na posła. 
W marcu 1959 przeszedł do pracy w adwokaturze i uzyskał wpis na listę adwokatów Wojewódzkiej Izby Adwokatów w Katowicach z siedzibą w Lublińcu. W 1961 przeniesiony został do Izby w Opolu; od 1988 był członkiem Zespołu Adwokackiego nr 2 w Opolu. Kontynuował działalność społeczną, zaangażował się też aktywnie w ruch ludowy. Od początku działalności wspierał opolską „Solidarność”, był obrońcą członków związku oraz propagatorem idei solidarnościowych, m.in. w pismach do Naczelnej Rady Adwokackiej. Gościł u siebie wielokrotnie mecenasa Władysława Siłę-Nowickiego. Jako adwokat prowadził wiele głośnych w Opolu spraw, w tym tzw. sprawy aferowe, zyskując sławę jako obrońca klientów pokrzywdzonych przez organa ścigania i przedstawicieli władzy bądź źle potraktowanych w postępowaniu przygotowawczym. Wyróżniał się w pracy dużym temperamentem. Znany był szeroko także poza Opolszczyzną, stąd klientami jego były osoby z całego kraju.
Na Uniwersytecie Wrocławskim obronił rozprawę doktorską poświęconą instytucji warunkowego przedterminowego zwolnienia. Pisał na ten temat do miesięcznika "Palestra".
Jako wieloletni ludowiec był zafascynowany osobą Wincentego Witosa, gromadził związane z Witosem pamiątki i literaturę. W listopadzie 1989 wybrany został na członka Rady Naczelnej Polskiego Stronnictwa Ludowego i zastępcę członka Naczelnego Komitetu. Zarząd Wojewódzki PSL nadał mu tytuł prezesa honorowego. Fułat zaangażowany był też w działalność Towarzystwa Miłośników Ziemi Żywieckiej.
Był żonaty (żona Helena), miał sześcioro dzieci, z czego czworo ukończyło studia prawnicze; córka Maria została adwokatem, córka Krystyna (Fułat-Szczepańska) architektem. Już w latach 50., z uwagi na wielodzietność i niskie zarobki, Fułat uzyskał od prezydenta Bieruta specjalną zgodę na łączenie pracy sędziego z radcostwem prawnym.
Zmarł 20 października 1992 w Opolu, pochowany został na miejscowym cmentarzu komunalnym.